# Calamagrostis rubescens
Calamagrostis rubescens Buckl., 1862 è una pianta erbacea appartenente alla famiglia delle Poaceae, presente nell'ovest dell'America del Nord (Canada e Stati Uniti).